# 斷塊

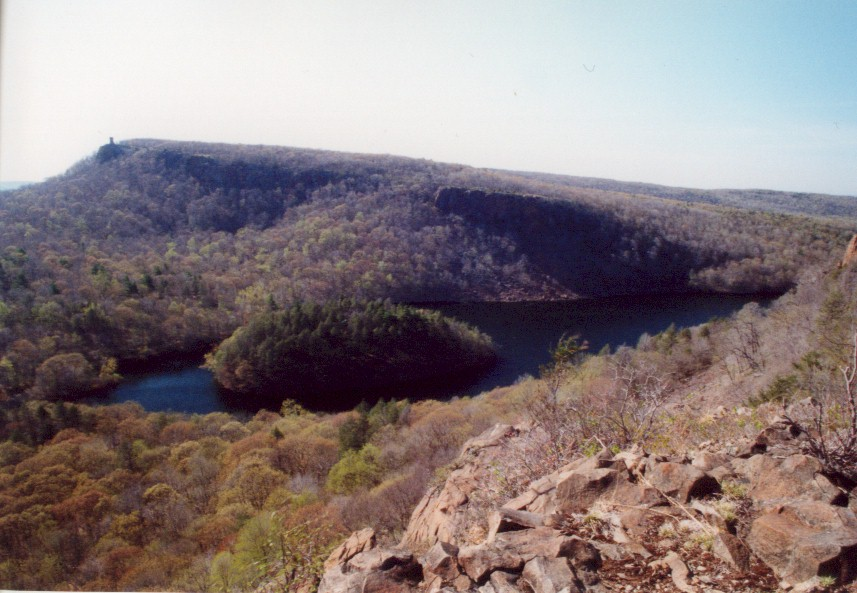
Connecticut 州的Hanging Hills (Metacomet Ridge) range); 由右至左可見地壘

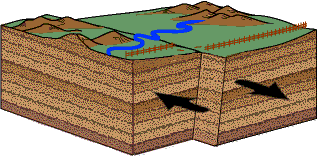
沿走滑斷層的水平位移

斷塊（英語：Fault block）是由地殼中的構造和局部應力造成的非常大的岩石塊，有時長達數百公里。大面積的基岩能被斷層破碎成塊。斷塊的特點是相對均勻的岩性。這些斷塊中最大的稱為地殼塊。從板塊中分離出來的大型地殼塊被稱為地體。 具岩石圈全部厚度的地體稱為微板塊。大陸大小的斷塊被稱為各種微大陸、大陸帶、H 塊、伸展異地塊和外高地。 
由於大多數應力與板塊的構造活動有關，因此斷塊之間的大多數運動是水平的，即與地殼平行的走滑斷層。然而，斷塊的垂直位移較大時，會形成地貌（山、丘、脊、湖、谷等）。相鄰地壘和地塹可以形成高懸崖。由於地殼的壓實或拉伸作用，這些塊體的移動通常伴隨著傾斜。

### 斷塊山脈

擡升斷塊地質

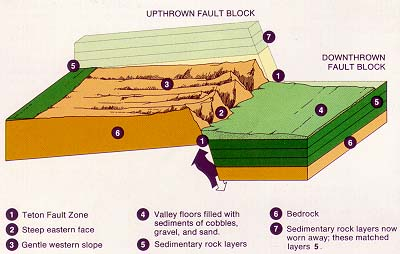
傾斜斷塊地層：Teton Range

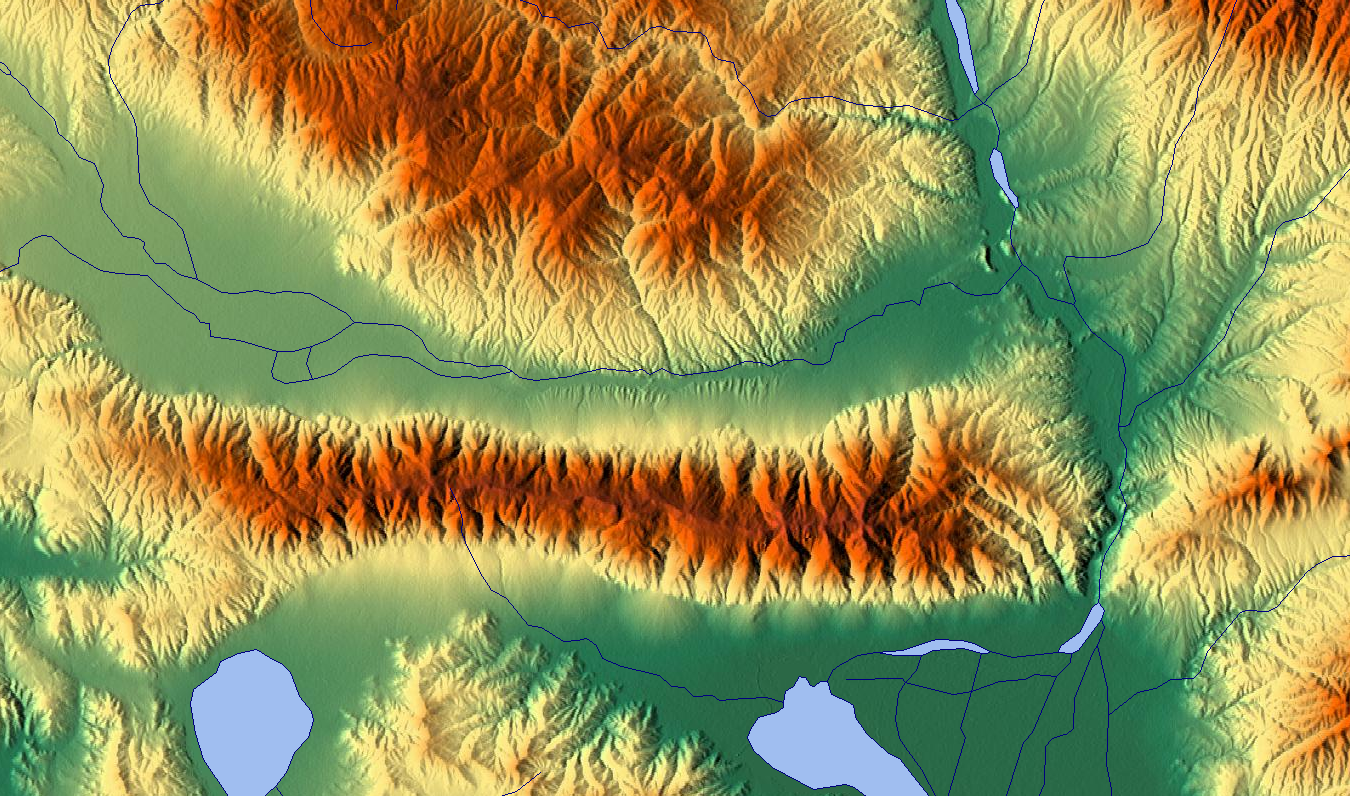
Belasitsa, Rila- Rhodope山脈, Rhodope山脈, Bulgaria

斷塊山脈通常是由裂谷作用產生的，這是伸展構造的一個指標。由裂谷系統形成的斷塊山脈大小不一，例如東非裂谷帶。加利福尼亞的死亡谷是一個較小的例子。有兩種主要類型的塊狀山脈；兩個斷層之間的抬升型塊體和主要受一個斷層控制的傾斜塊體。
抬升型塊狀山脈有兩個陡峭的側面，露出兩側的陡坡，例如在歐洲各地的地壘和地塹地形，包括上萊茵河谷，兩個地壘之間的地塹 - 孚日山脈（法國）和黑森林（在德國），以及保加利亞和東南歐的里拉 - 羅多彼地塊，包括地壘形的 Belasitsa 地壘（線性地壘）、和里拉山（拱形圓頂形地壘）。皮林山 –是一個地壘形成一個巨大的背斜，位於Struma 和 Mesta 的複雜地塹谷  。
傾斜型塊狀山脈有一側平緩傾斜和一側陡峭的陡坡，在美國西部的盆地和山脈地區很常見。
地塹的一個例子是印度的納爾馬達河盆地，位於 Vindhya 和 Satpura 地壘之間。